# Mercedes Simplex
La Mercedes Simplex est la première série de modèles d’automobiles, conçue par Daimler-Motoren-Gesellschaft, du constructeur allemand Mercedes fondé en 1902, commercialisée de 1902 à 1909.

## Historique

### Conception

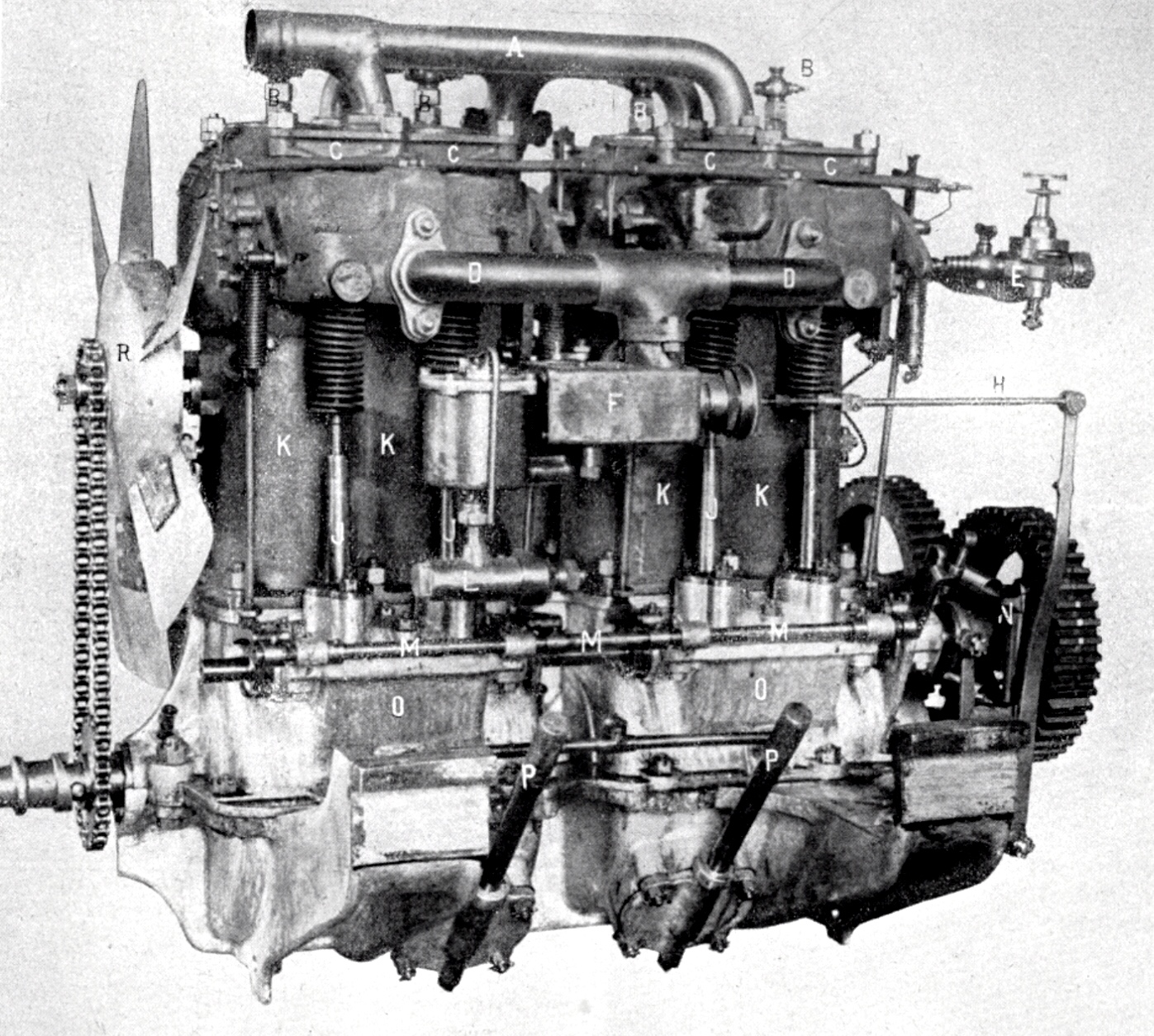
Moteur utilisé dans la Simplex.

En 1902 Paul Daimler (fils et successeur de Gottlieb Daimler, disparu en 1900, inventeur du moteur à explosion et fondateur de la marque Daimler) et Wilhelm Maybach cofondateur de Daimler avec ce dernier conçoivent la Mercedes Simplex suivie de toute une série d'évolutions importantes de ce modèle de 18 à 60 avec une importante évolution de carrosseries, et de variante de course, pouvant aller jusqu'à 113 km/h pour les modèles les plus rapides. Daimler et Maybach, à la suite de leur expérience avec la Mercedes 35 CV qui révolutionna l'automobile, comprennent que les consommateurs désirent une « norme » automobile, ainsi que du confort. Ils décident ainsi de faire une automobile simple d'où le nom « Simplex ».
Ces automobiles sont vendues par Emil Jellinek sous le nom de sa fille, Mercedes, dont il dépose le nom de la marque cette même année en 1902 (Paul Daimler, propriétaire de la marque, s'associera à Carl Benz en 1926 pour fonder Mercedes-Benz). La Mercedes Simplex intègre des caractéristiques modernes déjà présentes sur la 35 HP, comme le radiateur en nid d'abeilles, la transmission multiple-vitesse, la commande d'accélération au pied, le système d'allumage électrique ainsi qu'une structure en acier pressé.

### Courses automobiles

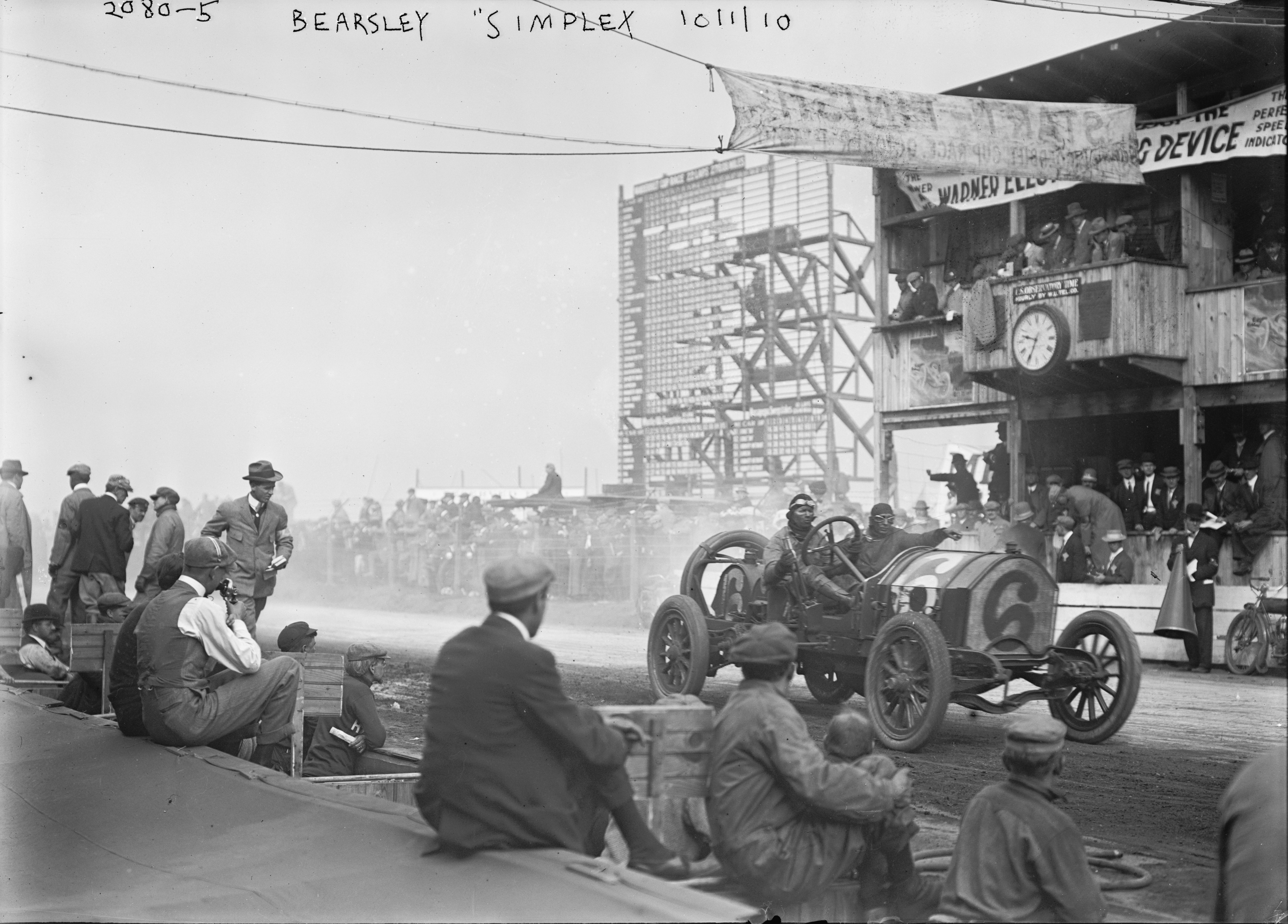
Participation de la Mercedes Simplex à la Vanderbilt Cup de 1910.

Parmi les succès remportés en course par la gamme Mercedes Simplex, on peut citer les victoires de 1901 à 1909 durant la Course de Côte de Semmering, en 1903 à la Coupe Gordon-Bennett, l'Epreuve de Vitesse d'Ostende en 1904 et un record du monde à Daytona en 1905.

## Modèles de Mercedes Simplex
- 1902 : Simplex 40 ch - 6 786 cm3 - 42 ch - 70 km/h [5]
- 1903 : Simplex 28/32 ch - 5 320 cm3 - 33 ch - 60 km/h [5]
- 1903 : Simplex 60 ch - 9 240 cm3 - 70 ch - 110 km/h [5]
- 1903 : Simplex 18/22 ch - 3 050 cm3 - 22/25 ch - 80 km/h [5]
- 1904 : Simplex 18/28 ch - 4 084 cm3 - 30 ch - 80 km/h [5]